# Lac Fasol
Lac Fasol är en sjö i Kanada.   Den ligger i regionen Outaouais och provinsen Québec, i den sydöstra delen av landet, 210 km norr om huvudstaden Ottawa. Lac Fasol ligger 387 meter över havet. Den ligger vid sjön Lac Poigan.
I omgivningarna runt Lac Fasol växer i huvudsak blandskog. Trakten runt Lac Fasol är nära nog obefolkad, med mindre än två invånare per kvadratkilometer.